# Конвой QP 12
Конвой QP 12 (англ. Convoy QP 12) — зворотній арктичний конвой транспортних і допоміжних суден у кількості 16 одиниць, який у супроводженні союзних кораблів ескорту здійснив перехід з північних портів Радянського Союзу після доставки туди свого вантажу до берегів Ісландії. 21 травня 1942 року конвой вийшов з мурманського порту і попрямував до ісландських берегів.

## Кораблі та судна конвою QP 12

### Транспортні судна
Позначення
| Назва                    | Прапор          | Тоннаж (GRT) | Прим.                      |
| ------------------------ | --------------- | ------------ | -------------------------- |
| Alcoa Rambler (1919)     | США             | 5 500        |                            |
| Bayou Chico (1920)       | США             | 5 401        |                            |
| Cape Race (1930)         | Велика Британія | 3 807        | судно віцекомандора конвою |
| Empire Morn (1941)       | Велика Британія | 7 092        | КАТ судно                  |
| Expositor (1919)         | США             | 4 959        |                            |
| Francis Scott Key (1941) | США             | 7 191        | судно типу «Ліберті»       |
| Hegira (1919)            | США             | 7 588        | перейшов до конвою QP 13   |
| «Кузбас» (1914)          | СРСР            | 3 109        |                            |
| Mormacrio (1919)         | США             | 5 940        |                            |
| Paul Luckenbach (1913)   | США             | 6 606        |                            |
| Scottish American (1920) | Велика Британія | 6 999        |                            |
| Seattle Spirit (1919)    | США             | 5 627        |                            |
| Southgate (1926)         | Велика Британія | 4 862        | судно командора конвою     |
| Texas (1919)             | США             | 5 638        |                            |
| Topa Topa (1920)         | США             | 5 356        |                            |
| Zebulon B Vance (1942)   | США             | 7 177        |                            |

### Кораблі ескорту
| Кораблі ескорту                |                                         |                                                          |                                      |
| Ближній ескорт (Східна група)  |                                         |                                                          |                                      |
| «Грозний»                      | Військово-морський флот СРСР            | ескадрений міноносець типу 7                             | 21-23 травня Північний флот ВМФ СРСР |
| «Сокрушительний»               | Військово-морський флот СРСР            | ескадрений міноносець типу 7                             | 21-23 травня Північний флот ВМФ СРСР |
| «Брамбл»                       | Військово-морські сили Великої Британії | тральщик типу «Гальсіон»                                 | 21-23 травня                         |
| «Госсамер»                     | Військово-морські сили Великої Британії | тральщик типу «Гальсіон»                                 | 21-23 травня                         |
| «Леда»                         | Військово-морські сили Великої Британії | тральщик типу «Гальсіон»                                 | 21-23 травня                         |
| «Сігал»                        | Військово-морські сили Великої Британії | тральщик типу «Гальсіон»                                 | 21-23 травня                         |
| Океанський ескорт              |                                         |                                                          |                                      |
| «Бедсворт»                     | Військово-морські сили Великої Британії | ескортний міноносець типу «Хант»                         | 21-27 травня                         |
| «Боудісіа»                     | Військово-морські сили Великої Британії | ескадрений міноносець типу «B»                           | 21-29 травня                         |
| HMS Cape Palliser (FY256)      | Військово-морські сили Великої Британії | протичовновий траулер                                    | 21-29 травня                         |
| «Ескапейд»                     | Військово-морські сили Великої Британії | ескадрений міноносець типу «E»                           | 21-29 травня                         |
| «Інглефілд»                    | Військово-морські сили Великої Британії | ескадрений міноносець типу «I»                           | 21-29 травня                         |
| «Кент»                         | Військово-морські сили Великої Британії | важкий крейсер типу «Каунті»                             | 26-28 травня                         |
| «Ліверпуль»                    | Військово-морські сили Великої Британії | легкий крейсер типу «Таун» (1936)                        | 26-28 травня                         |
| «Марна»                        | Військово-морські сили Великої Британії | ескадрений міноносець типу «M»                           | 26-28 травня                         |
| «Найджерія»                    | Військово-морські сили Великої Британії | легкий крейсер типу «Коронна колонія»                    | 26-28 травня                         |
| «Норфолк»                      | Військово-морські сили Великої Британії | важкий крейсер типу «Каунті»                             | 26-28 травня                         |
| HMT Northern Pride (FY105)     | Військово-морські сили Великої Британії | протичовновий траулер                                    | 21-29 травня                         |
| HMS Northern Wave (FY153)      | Військово-морські сили Великої Британії | протичовновий траулер                                    | 21-29 травня                         |
| «Онслоу»                       | Військово-морські сили Великої Британії | лідер ескадрених міноносців типу «O»                     | 26-28 травня                         |
| «Сент-Олбанс»                  | Військово-морські сили Норвегії         | ескадрений міноносець типу «Вікс»/типу «Таун»            | 21-29 травня                         |
| HMS Ulster Queen (F118)        | Військово-морські сили Великої Британії | спеціальний допоміжний корабель ППО                      | 21-29 травня                         |
| «Веномос»                      | Військово-морські сили Великої Британії | ескадрений міноносець «Модифікований Адміралті» типу «W» | 21-27 травня                         |
| HMT Vizalma (FY286)            | Військово-морські сили Великої Британії | протичовновий траулер                                    | 21-29 травня                         |
| Сили далекого прикриття конвою |                                         |                                                          |                                      |
| «Вікторіос»                    | Військово-морські сили Великої Британії | авіаносець типу «Іластріас»                              | 21-29 травня                         |
| «Вашингтон»                    | Військово-морські сили США              | лінійний корабель типу «Норт Керолайна»                  | 21-29 травня                         |
| «Дюк оф Йорк»                  | Військово-морські сили Великої Британії | лінійний корабель типу «Кінг Джордж V»                   | 21-29 травня                         |
| «Бланкні»                      | Військово-морські сили Великої Британії | ескортний міноносець типу «Хант»                         | 21-29 травня                         |
| «Екліпс»                       | Військово-морські сили Великої Британії | ескадрений міноносець типу «E»                           | 21-29 травня                         |
| «Фокнор»                       | Військово-морські сили Великої Британії | лідер ескадрених міноносців типу «F»                     | 21-29 травня                         |
| «Фьюрі»                        | Військово-морські сили Великої Британії | ескадрений міноносець типу «F»                           | 21-29 травня                         |
| «Ікарус»                       | Військово-морські сили Великої Британії | ескадрений міноносець типу «I»                           | 21-29 травня                         |
| «Інтрепід»                     | Військово-морські сили Великої Британії | ескадрений міноносець типу «I»                           | 21-29 травня                         |
| «Ламертон»                     | Військово-морські сили Великої Британії | ескортний міноносець типу «Хант»                         | 21-29 травня                         |
| «Лондон»                       | Військово-морські сили Великої Британії | важкий крейсер типу «Каунті»                             | 21-29 травня                         |
| «Мейрант»                      | Військово-морські сили США              | ескадрений міноносець типу «Бенгам»                      | 21-29 травня                         |
| «Міддлтон»                     | Військово-морські сили Великої Британії | ескортний міноносець типу «Хант»                         | 21-29 травня                         |
| «Райнд»                        | Військово-морські сили США              | ескадрений міноносець типу «Бенгам»                      | 21-29 травня                         |
| «Рован»                        | Військово-морські сили США              | ескадрений міноносець типу «Бенгам»                      | 21-29 травня                         |
| «Вейнрайт»                     | Військово-морські сили США              | ескадрений міноносець типу «Сімс»                        | 21-29 травня                         |
| «Вітленд»                      | Військово-морські сили Великої Британії | ескортний міноносець типу «Хант»                         | 21-29 травня                         |
| «Вічита»                       | Військово-морські сили США              | важкий крейсер                                           | 21-29 травня                         |